# Lőrinc-mélység
A Lőrinc-mélység egy víz alatti mélyedés Kanada keleti partjainál, az Atlanti-óceánban. Nem árok, inkább víz alatti völgy, aminek mélysége eléri a 6000 métert. A Lőrinc-mélység egy valamikori eljegesedés következtében alakult ki, a jég és a víz áramlása vájta ki.

## A popkultúrában
- A Lőrinc-mélység volt a titkos találkozóhelye egy szovjet és egy amerikai tengeralattjárónak a Vadászat a Vörös Októberre (1990) című filmben. A helyszínt Jack Ryan CIA-elemző választotta ki, annak nagy mélysége miatt.